# Acrobelione anisopoda
Acrobelione anisopoda es una especie de crustáceo isópodo marino de la familia Bopyridae.

## Distribución geográfica
Es endémica de la isla de Príncipe (Santo Tomé y Príncipe).